# Damir Miranda
Damir Miranda Mercado (Santa Cruz de la Sierra; 6 de octubre de 1985) es un futbolista boliviano. Juega de centrocampista.

## Selección nacional
Ha sido internacional con la Selección boliviana en 6 ocasiones, sin anotar goles.

## Clubes
| Club              | País    | Año         |
| ----------------- | ------- | ----------- |
| Destroyers        | Bolivia | 2005 - 2008 |
| San José          | Bolivia | 2009 - 2010 |
| Bolívar           | Bolivia | 2010 - 2016 |
| San José          | Bolivia | 2016        |
| Sport Boys Warnes | Bolivia | 2017 - 2018 |
| Always Ready      | Bolivia | 2019        |

## Palmarés
| Título            | Club         | País    | Año  |
| ----------------- | ------------ | ------- | ---- |
| Torneo Adecuación | Club Bolívar | Bolivia | 2011 |
| Torneo Clausura   | Club Bolívar | Bolivia | 2013 |
| Torneo Apertura   | Club Bolívar | Bolivia | 2014 |
| Torneo Clausura   | Club Bolívar | Bolivia | 2015 |